# Guazhou, Jiangsu
Guazhou (kinesiska: 瓜洲, 瓜洲镇) är en köpinghuvudort i Kina. Den ligger i provinsen Jiangsu, i den östra delen av landet, omkring 59 kilometer öster om provinshuvudstaden Nanjing. Antalet invånare är 40 169. Befolkningen består av 19 903 kvinnor och 20 266 män. Barn under 15 år utgör 10,0 %, vuxna 15-64 år 77 %, och äldre över 65 år 12,0 %.
Runt Guazhou är det mycket tätbefolkat, med 1 411 invånare per kvadratkilometer. Närmaste större samhälle är Zhenjiang, 8,2 km sydost om Guazhou. Trakten runt Guazhou består till största delen av jordbruksmark.
Genomsnittlig årsnederbörd är 1 277 millimeter. Den regnigaste månaden är juli, med i genomsnitt 262 mm nederbörd, och den torraste är december, med 31 mm nederbörd.